# Centralny Bank Wenezueli
Centralny Bank Wenezueli (hiszp. Banco Central de Venezuela, BCV) – wenezuelski bank centralny z siedzibą w Caracas.
Podstawowym celem działalności Centralnego Banku Wenezueli jest osiągnięcie stabilnego poziomu cen i utrzymanie wewnętrznej i zewnętrznej wartości waluty jako elementu polityki państwa prowadzanej w celu wsparcia dobrze zaplanowanego narodowego rozwoju gospodarczego. Bankowi Wenezueli przysługuje wyłączne prawo emitowania znaków pieniężnych Wenezueli. Bank formułuje i prowadzi politykę pieniężną państwa, uczestniczy w formułowaniu założeń i prowadzeniu polityki kursu walutowego, polityki kredytowej i stóp procentowych, prowadzi gospodarkę rezerwami dewizowymi – działalność banku prowadzona jest w ramach planów i polityki rozwoju gospodarczego i społecznego państwa.

## Historia
Centralny Bank Wenezueli został założony na mocy prawa z 8 września 1939 roku zgodnie z rządowym Programem Lutowym z 1936 roku, w ramach reform gospodarczych po 27-letnich rządach generała Juana Vicenta Gómeza. Bank był bankiem prywatnym, przy czym 51% udziałów należało do państwa. Bank nie mógł udzielać kredytów ani rządowi centralnymi ani też władzom niższego szczebla.
Prawo banku centralnego było wielokrotnie zmieniane – w 1943, 1948 (nieudana próba zmian), 1960, 1974, 1983, 1984, 1987, 1992 i w 2001 roku. Od 1973 roku siedziba Banku mieści się w gmachu głównym projektu Tomása Sanabrii (od 1965 roku) połączonym z wieżą Torre Financiera.

## Organizacja
Centralnym Bankiem Wenezueli kieruje Prezes Banku.

### Lista Prezesów Centralnego Banku Wenezueli
Lista podana za informacjami na stronie internetowej Centralnego Banku Wenezueli:

- Jesús María Herrera Mendoza (1940–1948)
- Carlos Mendoza Goiticoa (1948–1953)
- Aurelio Arreaza Arreaza (1953–1958)
- Alfonzo Espinoza (1958–1960)
- Alfredo Machado Gómez (1961–1968)
- Benito Raúl Losada (1968–1971)
- Alfredo Lafée (1971–1976)
- Benito Raúl Losada (1976–1979)
- Carlos Rafael Silva (1979–1981)
- Leopoldo Díaz Bruzual (1981–1984)
- Benito Raúl Losada (1984–1986)
- Hernán Anzola Jiménez (1986–1987)
- Mauricio García Araujo (1987–1989)
- Pedro R. Tinoco, hijo (1989–1992)
- Miguel Rodríguez Fandeo (1992)
- Ruth de Krivoy (1992–1994)
- Antonio Casas González (1994–1999)
- Diego Luis Castellanos (2000–2005)
- Gastón Parra Luzardo (2005–2009)
- Nelson Merentes Díaz (2009–2013) (2014–2017)
- Ramón Agusto Lobo Moreno (2017–2018)
- Calixto José Ortega Sánchez (2018–)[1]

## Działalność

### Funkcje podstawowe
- Bank emisyjny. Centralny Bank Wenezueli ma wyłączne prawo emitowania znaków pieniężnych będących prawnym środkiem płatniczym w Wenezueli[3].

- Polityka pieniężna. Centralny Bank Wenezueli prowadzi politykę kredytową i stóp procentowych, reguluje płynność pieniądza na rynku[3].

- Centralny bank państwa. Centralny Bank Wenezueli prowadzi gospodarkę rezerwami dewizowymi[3].

### Pozostała działalność
- Działalność statystyczna. W ramach działalności statystycznej Bank zbiera, przetwarza i publikuje m.in. dane dotyczące bilansu płatniczego i międzynarodowej pozycji inwestycyjnej, inflacji, a także statystyki pieniężne[8].

- Analizy i badania ekonomiczne. Centralny Bank Wenezueli prowadzi i wspiera działalność analityczną i badawczą w zakresie szeroko rozumianej ekonomii[3].